# Campeonato Europeu de Corrida de Montanha de 2015
O 21º Campeonato Europeu de Corrida de Montanha de 2015 foi organizada pela Associação Europeia de Atletismo na cidade de Porto Moniz em Portugal no dia 4 de julho de 2015. Contou com a presença de 197 atletas em quatro categorias, tendo como destaque a Noruega com três medalhas, sendo duas de ouro.

## Resultados
Esses foram os resultados da competição.

### Sênior masculino
Individual 
| Posição           | Atleta            | País        | Tempo   |
| ----------------- | ----------------- | ----------- | ------- |
| Medalha de ouro   | Johan Bugge       | Noruega     | 1:02.35 |
| Medalha de prata  | David Schneider   | Suíça       | 1:02.49 |
| Medalha de bronze | Alex Baldaccini   | Itália      | 1:02.56 |
| 4                 | Robbie Simpson    | Reino Unido | 1:03.02 |
| 5                 | Andrew Douglas    | Austrália   | 1:03.32 |
| 6                 | Xavier Chevrier   | Itália      | 1:03.41 |
| 7                 | Bernard Dematteis | Itália      | 1:03.51 |
| 8                 | Julien Rancon     | França      | 1:04.29 |
| 9                 | Robert Krupička   | Chéquia     | 1:04.41 |
| 10                | Pascal Egli       | Suíça       | 1:04.44 |

Equipe 
| Posição           | Equipe | Pontos |
| ----------------- | ------ | ------ |
| Medalha de ouro   | Itália | 16     |
| Medalha de prata  | Suíça  | 27     |
| Medalha de bronze | França | 33     |

### Sênior feminino
Individual 
| Posição           | Atleta                  | País        | Tempo |
| ----------------- | ----------------------- | ----------- | ----- |
| Medalha de ouro   | Andrea Mayr             | Áustria     | 50.04 |
| Medalha de prata  | Eli Anne Dvergsdal      | Noruega     | 53.05 |
| Medalha de bronze | Emma Clayton            | Reino Unido | 53.36 |
| 4                 | Sabine Reiner           | Áustria     | 54.23 |
| 5                 | Lucija Krkoč            | Eslovênia   | 54.53 |
| 6                 | Victoria Wilkinson      | Reino Unido | 55.03 |
| 7                 | Pavla Schorna-Matyásová | Chéquia     | 55.01 |
| 8                 | Anais Sabrié            | França      | 55.11 |
| 9                 | Rebecca Robinson        | Reino Unido | 55.27 |
| 10                | Alice Gaggi             | Itália      | 55.46 |

Equipe 
| Posição           | Equipe      | Pontos |
| ----------------- | ----------- | ------ |
| Medalha de ouro   | Reino Unido | 18     |
| Medalha de prata  | Áustria     | 23     |
| Medalha de bronze | França      | 38     |

### Júnior masculino
Individual 
| Posição           | Atleta                 | País        | Tempo |
| ----------------- | ---------------------- | ----------- | ----- |
| Medalha de ouro   | Stian Øvergaard Aarvik | Noruega     | 48.17 |
| Medalha de prata  | Abdullah Yorulmaz      | Turquia     | 49.03 |
| Medalha de bronze | Mustafa Göksel         | Turquia     | 49.08 |
| 4                 | Davide Magnini         | Itália      | 50.32 |
| 5                 | Maximilian Nicholls    | Reino Unido | 51.18 |
| 6                 | Jacob Adkin            | Reino Unido | 51.27 |
| 7                 | Francesco Agostini     | Itália      | 51.58 |
| 8                 | Alberto Vender         | Itália      | 52.03 |
| 9                 | Sebastián Vošvrda      | Chéquia     | 52.08 |
| 10                | Şeyhmuz Saruhan        | Turquia     | 52.21 |

Equipe 
| Posição           | Equipe      | Pontos |
| ----------------- | ----------- | ------ |
| Medalha de ouro   | Turquia     | 15     |
| Medalha de prata  | Itália      | 19     |
| Medalha de bronze | Reino Unido | 25     |

### Júnior feminino
Individual 
| Posição           | Atleta              | País     | Tempo |
| ----------------- | ------------------- | -------- | ----- |
| Medalha de ouro   | Sarah Kistner       | Alemanha | 21.26 |
| Medalha de prata  | Michaela Stránská   | Chéquia  | 22.01 |
| Medalha de bronze | Elsa Racasan        | França   | 22.14 |
| 4                 | Tereza Korvasová    | Chéquia  | 22.39 |
| 5                 | Yayla Kiliç         | Turquia  | 22.55 |
| 6                 | Burcu Subatan       | Turquia  | 22.57 |
| 7                 | Annika Seefeld      | Alemanha | 23.02 |
| 8                 | Verena Streitberger | Áustria  | 23.23 |
| 9                 | Heidi Davies        | Alemanha | 23.23 |
| 10                | Roberta Ciappini    | Itália   | 23.25 |

Equipe 
| Posição           | Equipe   | Pontos |
| ----------------- | -------- | ------ |
| Medalha de ouro   | Alemanha | 19     |
| Medalha de prata  | Chéquia  | 22     |
| Medalha de bronze | Turquia  | 23     |

## Quadro de medalhas
| Ordem | País        | Medalha de ouro | Medalha de prata | Medalha de bronze | Total |
| ----- | ----------- | --------------- | ---------------- | ----------------- | ----- |
| 1     | Noruega     | 2               | 1                | 0                 | 3     |
| 2     | Alemanha    | 2               | 0                | 0                 | 2     |
| 3     | Turquia     | 1               | 1                | 2                 | 4     |
| 4     | Itália      | 1               | 1                | 1                 | 3     |
| 5     | Áustria     | 1               | 1                | 0                 | 2     |
| 6     | Reino Unido | 1               | 0                | 2                 | 3     |
| 7     | Chéquia     | 0               | 2                | 0                 | 2     |
| 7     | Suíça       | 0               | 2                | 0                 | 2     |
| 9     | França      | 0               | 0                | 3                 | 3     |